# Joseph Heinrich Leo Schneiders
Joseph Heinrich Leo Schneiders (Maastricht, 27 januari 1864 – 's-Gravenhage, 25 november 1954) was een officier in het Koninklijk Nederlandsch-Indisch Leger. In 1900 werd hij benoemd tot Ridder der 4 klasse in de Militaire Willems-Orde.

## Nederlands-Indië
Schneiders werd in 1883 toegelaten tot de cursus tot officier bij de Hoofdcursus 's-Hertogenbosch. In 1885 rondde hij de cursus af. Onder leiding van kapitein V.A.A. Bekking vertrok tweede luitenant Schneiders met 33 onderofficieren en tal van manschappen naar Nederlands-Indië. Na enkele jaren in Atjeh gestationeerd te zijn werd Schneiders in 1891 bevorderd tot eerste luitenant. Hierna werd hij geplaatst bij het hoofdbureau van de Staf der Infanterie. Schneiders kreeg in deze periode diverse staffuncties zoals adjudant van de commandant van de Westerafdeling Borneo en adjunct bij de Generale Staf in Atjeh.

### Atjeh
Begin juli 1899 nam kapitein Schneiders deel aan een expeditie naar Keude Geudong. De expeditie stond onder leiding van luitenant-kolonel J.G.H. van der Dussen. De eenheid, verdeeld over twee colonnes, kwam langs een rivier over in gevecht met een honderdtal guerrillastrijders. Schneiders raakte hierbij lichtgewond. 74 guerrillastrijders kwamen hierbij om het leven. Tijdens de expeditie werd de vesting bij Lho Trieëng ingenomen. Hierbij kregen enkele militairen de prestigieuze Militaire Willems-Orde toegekend, waaronder kapitein Schneiders en luitenant-kolonel Van der Dussen. Nadat hij van zijn verwondingen hersteld was kreeg Schneiders één jaar verlof in Europa. Aangekomen in Nederland kreeg hij in zijn geboorteplaats Maastricht de Militaire Willems-Orde uitgereikt. In een ceremonie op het Vrijthof op 20 september 1900 kreeg hij de onderscheiding uitgereikt door garnizoenscommandant majoor Baron van Voorst tot Voorst.
Na verlof werd kapitein Schneiders in 1902 opnieuw naar Atjeh gezonden om patrouilles uit te voeren in Pedir en de regio Indrapuri. In datzelfde jaar werkte kapitein Schneiders samen met luitenant G.F.B. Watrin om de pretendent-sultan van Atjeh op te sporen. Bij gevechten met guerrillastrijders die de Trambaan Atjeh ontregelden vielen 71 Indische doden. De pretendent-sultan bleef voortvluchtig maar werd wel in de regio gesignaleerd. In december ging Schneiders opnieuw op patrouille door Pidië hierbij raakte hij voor een tweede keer gewond, ditmaal door een schot in de linkerknie. Bij dit vuurgevecht tussen marechaussee, infanterie en Indische guerrillastrijders vielen 19 Indische doden. Deze verwonding was zo ernstig dat hij voor twee jaar naar Europa gestuurd werd om te herstellen.

## Staf der Infanterie
Dit verlof werd later omgezet naar onbepaalde tijd waarna hij in 1907 terugkeerde naar Nederlands-Indië. In Batavia werd hij geplaatst bij het hoofdbureau van de Staf der Infanterie. Bij het hoofdbureau streden kapitein Schneiders en ranggenoot C.G.H. Krapels om een functie in de rang van majoor. In oktober 1907 werd een colonne onder leiding van Krapels overvallen in Mori, nabij Kolonodale, Celebes. Ondanks diverse waarschuwingen vanuit de lokale bevolking werd de colonne overvallen waarbij Nederlandse doden vielen. Hier tegenover stond de uitstekende reputatie van Schneiders, mede door zijn Militaire Willems-Orde. Schneiders werd benoemd tot majoor waarna Krapels met pensioen ging. Later werd Schneiders benoemd tot luitenant-kolonel en chef van het hoofdbureau van de Staf der Infanterie. Hij de positie over van kolonel P. van Swieten. Hierop werd Schneiders tot kolonel gepromoveerd. 

### De zaak Vermeer
Op 28 december 1914 werd de Vereeniging van Nederlandsch-Indische Officieren opgericht door kapitein J.H.A. Polack, kapitein H.J. Vermeer, officier van gezondheid E.H. van Hasselt, eerste luitenant A.A. Brouwers en L.J.C. Bakker. Deze vereniging werd opgericht uit onvrede onder de officieren van het KNIL. De onvrede kwam voort uit de staat van het KNIL wat, vergeleken met andere krijgsmachten uit die tijd, bijzonder slecht bewapend en georganiseerd was. De vereniging die aanspoorde tot het opzetten van verschillende officierscomités kwam in een tijd dat de Eerste Wereldoorlog woedde en het communisme in opkomst was. De legertop, met daarin kolonel Schneiders, reageerde hierop fel. Vermeer werd disciplinair gestraft. De legertop eiste dat Vermeer oneervol werd ontslagen. Dit verzoek werd door de Raad van Onderzoek en in hoger beroep door de Appèlraad Batavia afgewezen. Dit was een gevoelige nederlaag voor kolonel Schneiders die in augustus 1916 met pensioen ging. Hij werd in zijn functie opgevolgd door kolonel J.P. Hendriks.

## Persoonlijk

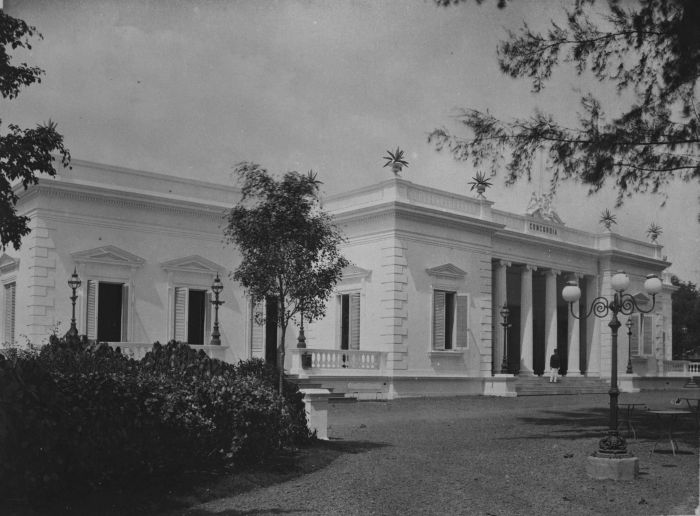
Militaire Sociëteit "Concordia" waar Schneiders in het bestuur zat

Schneiders werd in 1864 geboren in Maastricht als zoon van Joseph Hubert Schneiders en Elisabeth Vlaisloir. Vader was geboren in Aken en beeldhouwer van beroep. Moeder was geboren in Maastricht en meubelmaakster van beroep.
Gestationeerd in Magelang trouwde hij in 1887 met Louise Eugènie van Dijck (1864-1925). Van Dijck was de dochter van de assistent-resident van Karanganyar. Uit dit huwelijk werden drie kinderen geboren. Het huwelijk werd in 1919 in Den Haag ontbonden door een echtscheiding. Later in dat jaar hertrouwde Schneiders met weduwe Johanna Dorothea Perelaer (1870-1949).
Tijdens zijn diensttijd was hij ook betrokken bij de Militaire Sociëteit "Concordia". Vanaf 1909 was hij vice-president, onder president kolonel-hoofdintendant J.C. Palm. Later werd Schneiders zelfs president van de sociëteit. Daarnaast was kolonel Schneiders ook lid van de Indische Krijgskundige Vereeniging. Nadat het voltallige bestuur in 1914 plots aftrad namen hij, kapitein K.W. Rauh en kapitein H. van der Palm, tijdelijk het bestuur op zich.

## Onderscheidingen
- Ridder der 4e klasse in de Militaire Willems-Orde[33]
- Ereteken voor Belangrijke Krijgsbedrijven met batons: "Atjeh 1873-1896", "Atjeh 29 Maart 1896-1900" en "Atjeh 1901-1905"[33]
- Onderscheidingsteken voor Langdurige Dienst als officier "XXX"[33]